# スイス・ロマンド管弦楽団

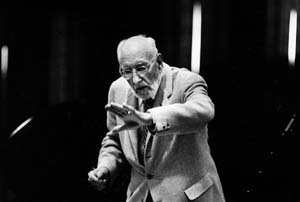
楽団創設者のエルネスト・アンセルメ

スイス・ロマンド管弦楽団（スイス・ロマンドかんげんがくだん、仏: Orchestre de la Suisse Romande、略称OSR）は、1918年に指揮者エルネスト・アンセルメによって創設された、ジュネーヴを本拠とするスイスのオーケストラ。「スイス・ロマンド」とは、「フランス語（ロマンス語）圏のスイス」の意味である。

## 概要
スイス・ロマンド管弦楽団は、1918年にアンセルメによって創設され、活動を開始したが、1930年代に財政的な問題もあり、一時活動休止に追い込まれたこともあった。1938年にローザンヌにあったスイス・ロマンド放送のオーケストラを合併して、放送局から財政的なバックアップを受けるようになって、安定した活動が可能になった。ラジオ放送のための演奏が増えると同時に、デッカと契約し、数多くの録音が行われるようになったのもこの頃のことである。
演奏会は、多くのカテゴリーに分けて行われていて、シンフォニー・シリーズ、レパートリー・シリーズ、ローザンヌ・シリーズ（ローザンヌ公演）、グランド・クラシック・シリーズなど、ジュネーヴ、そしてローザンヌにおいて年間50回程度の公演を行っている。同時にスイス・ロマンド管弦楽団は、ジュネーヴ大劇場のオペラ、バレエの公演でのオーケストラ・ピットにも入っており、両方の活動を支える団員数は、117名（弦 : vn18-vn16-va13-vc10-cb9、木管 : fl7-ob7-cl8-fg7-hr7、金管 : trp3-trb5-tuba1、打楽器 : timp2-perc3、ハープ : 1）という大所帯となっている（2009-2010年シーズン）。ただし、歌劇場オーケストラが限定的なコンサート、録音活動用に名乗るウィーン・フィルやドレスデン・シュターツカペレとは異なり、あくまでコンサートの方が主体である。同じように歌劇場管弦楽団を兼ねるライプツィヒ・ゲヴァントハウス管弦楽団が団員200名以上を擁して両方の活動をフルでローテーションさせているのとも異なり、ザルツブルク歌劇場のピット出演を兼ねるモーツァルテウム管弦楽団に近い形態である。したがってジュネーブ大劇場は常設オペラ劇場ではない。
創設から関わった指揮者エルネスト・アンセルメが約半世紀にわたって率いて、その膨大なレパートリーのほとんどを録音して残したため、アンセルメの楽器としてのスイス・ロマンド管弦楽団のイメージが定着した。彼らの英デッカへの録音の多くはヴィクトリア・ホールで行われたが、それは驚くほど微妙なバランスを聞き分けるアンセルメの耳によって達成された。初期のコンサートマスターはルイ・ステール。しかし、アンセルメと意見が合わずオーケストラを辞めてカフェでヴァイオリンを弾いて生活し、後に画家へ転身した。1944年にスイスへ亡命したミシェル・シュヴァルベは1946年までコンサートマスターを務め、1957年にベルリン・フィルハーモニー管弦楽団のコンサートマスターに就任するまで密接な関係を保ち、ベルリン・フィルへ転身後も度々客演をしている。
1967年にアンセルメは49年にわたって率いたオーケストラから勇退し、後継者にポーランド出身でスイス国籍を取得したパウル・クレツキを指名した。1968年にオーケストラは初来日（アンセルメ単身では1964年にNHK交響楽団に招聘されて来日している）した時は、パウル・クレツキとともにアンセルメも同行し、7回の公演を指揮している。ただ前評判が大変に高かったが、批評などは芳しくなかった。
アンセルメ時代に、ローザンヌの隣町のヴヴェイに住んでいたカール・シューリヒト、近くのクラランに住んでいたヴィルヘルム・フルトヴェングラーなども客演していた他、ハンス・クナッパーツブッシュなどが客演をくり返しており、いくつかの録音がCD化されている。クレツキは3年でオーケストラを去り、後をヴォルフガング・サヴァリッシュが引き継いだ。彼はコンサートマスターにヴィンタートゥーアの音楽院でヴァイオリンを教えていたペーター・リバールを招聘し、オーケストラのアンサンブルの立て直しを行った。ドイツ系の奏法をリバールがオーケストラに定着させて行ったが、アンセルメ時代の再来を期待する世間からは高く評価されることはなかった。
続いてホルスト・シュタインが5年間率いた後、1985年に待望のスイス人指揮者アルミン・ジョルダンが音楽監督に就任した。ルツェルン（スイス・ドイツ語圏）に生まれたジョルダンは、ドイツ語とフランス語の言語国境にあるフリブールの音楽院で学び、ローザンヌやパリなどで活躍していた。ジョルダンはスイス・ロマンド管弦楽団の新しい指揮者としてアンセルメ時代のレパートリーを復活させるとともに、マーラーやドイツ系のレパートリーを定着させていった。ジョルダンの片腕となったコンサートマスターは、ジュリアード音楽院でイヴァン・ガラミアンのもとで学んだロバート・ツィマンスキーである（現在チューリッヒ音楽院の教授でチューリッヒ交響楽団のコンサートマスター）。
ジョルダンは12年にわたってオーケストラを率い、仏エラート・レーベルなどに多くの録音を残したと同時に、この頃からエリアフ・インバルやネーメ・ヤルヴィなどが客演し、いくつかのレーベルに正規のセッション録音を残している。
ジョルダンが勇退した後、ファビオ・ルイージが就任したが、オーケストラへの州の補助金がカットされるなど、運営が厳しくなった時代をルイージは見事に乗り切った。彼はこの時代にいくつかの録音を残しているが、中でもアルテュール・オネゲルの交響曲全集は高く評価されている。
続いてピンカス・スタインバーグが指揮者に就任するも、3年で退任した。
困難な時期に期待を背負って就任したのがマレク・ヤノフスキであった。彼はオーケストラのアンサンブルをアルミン・ジョルダン時代のように輝きに満ちたものに立て直し、ブルックナーなどのレパートリーを定着させ、活発な録音も再開した。現在のコンサートマスターはセルゲイ・オストロフスキーとBogdan Zvoristeanuの2人である。なお、ヤノフスキもポーランド系ドイツ人であり、アンセルメ退任後はフランス系の首席指揮者が一人も就いていない。
2012年秋から、山田和樹が3年契約で首席客演指揮者に就任、その後 契約を2年延長し、2017年夏までの任期となる。

## 備考
この管弦楽団メンバーの精鋭で1977年に結成したのが、Ensemble Contrechampsである。多くの現代音楽の初演にかかわっており、楽団は現在も存続している。スーパーバイザーは音楽学者のフィリップ・アルベラ。

## 歴代指揮者等

### 音楽監督
- エルネスト・アンセルメ （1918年 - 1967年）
- パウル・クレツキ （1967年 - 1970年）
- ヴォルフガング・サヴァリッシュ （1970年 - 1980年）
- ホルスト・シュタイン （1980年 - 1985年）
- アルミン・ジョルダン （1985年 - 1997年）
- ファビオ・ルイージ （1997年 - 2002年）
- ピンカス・スタインバーグ （2002年 - 2005年）
- マレク・ヤノフスキ （2005年 - 2012年）
- ネーメ・ヤルヴィ （2012年 - 2015年）
- ジョナサン・ノット （2016年 - ）

### 首席客演指揮者
- 山田和樹（2012年 - 2017年）